# Runaljod – Gap Var Ginnunga
Runaljod - Gap Var Ginnunga is het eerste album van het Noorse folkproject Wardruna. Het is het eerste deel van een drieluik gebaseerd op de drie delen van het futhark. Runaljod laat zich het beste vertalen als gedichten over de runen. Ginnungagap is de kloof van schijnbare leegte, materievrije ruimte, niets of vacuüm uit de Noordse mythologie. 